# Unified Video Decoder
Az Unified Video Decoder (UVD, korábban Universal Video Decoder-ként volt ismert) az ATI Technologies által gyártott videó feldolgozó egység, amely képes dekódolni a H.264 és a VC-1 szabványokban meghatározott videó adatfolyamokat.  Része az ATI Avivo HD technológiájának.

## Jellemzői

### UVD/UVD+
AZ UVD az ATI Xilleon videó-feldolgozó egységén alapul, a GPU-val közös chipen alakítják ki, és része a videók hardveres dekódolására alkalmas ATI Avivo HD technológiának. AZ UVD, az AMD állítása szerint a H.264/AVC és az VC-1 videók dekódolását majdnem teljes egészében hardveresen végzi el. A dekóder megfelel a Blu-ray disc és a HD DVD teljesítménybeli és profilbeli követelményeinek, a H.264/AVC adatfolyamot akár 40 Mbit/másodperces sebességgel is képes dekódolni.